# Emfitevza
Emfitevza je bilo v zgodovini razmerje med podložnikom in fevdalcem, pri katerem je imel podložnik dedno pravico na kmetiji. Slovenski izraz za to razmerje je tudi dedni zakup. V sodobnem pravu je emfitevza pravica do uporabe zemljišča ali zgradbe v zameno za najemnino v omejenem obdobju. Lastnik pri tem odnosu nima skoraj nobenih obveznosti pri popravljanju ali vzdrževanju zgradbe. Pravica se lahko kombinira z možnostjo odkupa, ki ob uveljavitvi pomeni polno lastništvo. V tem primeru gre za pridobitveno emfitevzo.

## Zgodovina
Klasično rimsko pravo je poznalo le tri stvarne pravice: lastninsko pravico, pravico služnosti in zastavno pravico. Pojav emfitevze in superficies v rimskem pravu je že prvi znak prodiranja fevdalnih elementov v rimskopravni sistem.
Institut emfitevze se prvič pojavi v Rimskem imperiju, uveljavljen pa je bil za potrebe kmetijstva. Sprva se je imenoval ius in agro vectigali. Najemnik (emphyteuta) je imel pri tem odnosu podobne pravice kot lastnik, resničnemu lastniku zemlje pa je moral plačevati najemnino (canon ali pensio). Pod določenimi pogoji je bila zemlja vrnjena lastniku. 

## Sodobna emfitevza
Emfitevza se še danes uporablja v Kanadi, Portugalski,Franciji, Italiji, na Malti in Škotskem.